# Condemned 84
A Condemned 84  brit Oi! együttes. 1980-ban alakultak meg Ipswich-ben. 1980-tól 1983-ig "Criminal Tendencies" néven működtek, 1983-ban Condemned-re változtatták, egy évvel később pedig hozzátették a 84-es számot a nevükhöz.

## Tagok
Kev, Gunk, Mark, Mark Magee és Floyd.
Volt tagok: Mick, Cliff, Baysey, Dave, Wayne és Chris Heath.

## Diszkográfia
- Stúdióalbumok
- Battle Scarred (1986)
- Face the Aggression (1988)
- Live and Loud (1989)
- Storming to Power (1993)
- Amongst the Thugs (1995)
- Blood on Yer Face (1999)
- No One Likes Us... We Don't Care (2004)
- In from the Darkness (2011)